# BMW Ljubljana Open 2005
Il BMW Ljubljana Open 2005 è stato un torneo di tennis facente parte della categoria ATP Challenger Series nell'ambito dell'ATP Challenger Series 2005. Il torneo si è giocato a Lubiana in Slovenia dal 23 al 29 maggio 2005 su campi in terra rossa.

## Vincitori

### Singolare
Rubén Ramírez Hidalgo ha battuto in finale  Massimo Dell'Acqua con il punteggio di 6(2)–7, 5-2

### Doppio
Paul Baccanello /  Lovro Zovko hanno battuto in finale  Andrew Derer /  Joseph Sirianni con il punteggio di 6–3, 6–3